# Phantoms
Phantoms is het derde muziekalbum van Alan Hull, opgenomen in een tijd dat het rustig was rond zijn band Lindisfarne. Het is opgenomen met leden en ex-leden van die band en met musici uit de band Radiator. Het is opgenomen in de Trident Studios.

## Musici
- Alan Hull – zang, blokfluit, gitaar, basgitaar, toetsen;
- Kenny Craddock – toetsen en akoestische gitaar;
- Colin Gibson – basgitaar; percussie
- Pete Kirtley – gitaar;
- Ray Laidlaw, Terry Popple – slagwerk;
- Buddy Beadle – hoorn
- Steve Gregory, Lesley Duncan – zang;
- Rab Noakes, Joanna Newman, zang
- Liza Strike – zang, hoorn;
- Bob Barton – gitaar en zang;
- Keith Fisher – slagwerk.

## Composities
1. I wish you well
2. Anywhere is everywhere
3. Make me want to stay
4. Dancing (on the Judgement Day)
5. A walk in the sea
6. Corporation rock
7. Madmen and loonies
8. Somewhere out there
9. Love is an alibi
10. Love is the answere
11. Isn't life strange
12. Splittin' in the wind (Craddock/Gibson)
13. Lay back and dream (Kirtley)
14. Something got the better of you (Craddock/Gibson)
15. Somewhere out there
16. A walk in the sea
17. Evening
18. Dancing (on the Judgement Day).

Alle composities van Hull, behalve waar aangegeven; composities 11-14 van het album Isn't life strange van Radiator; tracks 15-19 zijn demo's. De hoes bestaat uit het schilderij La musée du Roi van René Magritte.